# Children of a Lesser God (peça)
Children of a Lesser God é uma peça de treatro de Mark Medoff, publicada em 1980 que foca os relacionamentos conflituosos, tanto profissionais quanto românticos, entre uma ex-aluna surda, Sarah Norman, e seu professor, James Leeds.